# Die Without Hope
Die Without Hope (En español: «Morir sin esperanza») es el quinto álbum de estudio de la banda de deathcore Carnifex. Fue grabado en los estudios Audiohammer en Sanford, Florida producido por Mark Lewis. El álbum fue lanzado el 4 de marzo de 2014. El sencillo Dragged Into The Grave fue lanzado el 16 de enero de 2014. El 3 de febrero, la banda publica en streaming a través del canal de YouTube de Nuclear Blast el segundo sencillo titulado Condemned to Decay.

## Lista de canciones
Todas las letras escritas por Scott Lewis, toda la música compuesta por Carnifex. 
| N.º   | Título                        | Duración |  |
| 1.    | «Salvation Is Dead»           | 4:40     |  |
| 2.    | «Dark Days»                   | 3:34     |  |
| 3.    | «Condemned To Decay»          | 3:36     |  |
| 4.    | «Die Without Hope»            | 5:23     |  |
| 5.    | «Hatred And Slaughter»        | 4:12     |  |
| 6.    | «Dragged Into The Grave»      | 3:54     |  |
| 7.    | «Rotten Souls»                | 3:57     |  |
| 8.    | «Last Words»                  | 2:59     |  |
| 9.    | «Reflection Of The Forgotten» | 1:05     |  |
| 10.   | «Where The Light Dies»        | 4:44     |  |
| 38:04 |                               |          |  |

## Miembros y personal
Carnifex
- Shawn Cameron – batería, teclados
- Scott Lewis –  voz gutural
- Cory Arford – guitarra
- Jordan Lockrey – guitarra
- Fred Calderon – bajo